# 상일동

상일동(上一洞)은 대한민국 서울특별시 강동구에 위치한 법정동이다.

## 개요
상일동이라는 지명은 하일동(현 강일동)과 상일동 사이에 흐르는 게내의 위쪽에 위치한다고 해서 붙여진 "상일리"에서 유래되었다. 1914년 게내, 게내안말, 동자골 등 마을을 광주군 구천면 상일리로 병합하였다. 1963년 1월 1일, 서울특별시의 행정구역 확장에 따라 서울특별시 성동구에 편입되면서 상일동으로 바뀌었다. 1975년 10월 1일부로 강남구 관할이 되었고, 1979년 10월 1일에는 다시 강동구 관할이 되었다. 1985년 9월 1일 강동구 하일동에서 상일동으로 분동하였는데 하일동은 이후 강일동으로 이름이 바뀌었다.

## 아파트
| 단지명                    | 건설사             | 시행사                                 | 주소                                   | 입주        | 비고                  |
| ------------------------- | ------------------ | -------------------------------------- | -------------------------------------- | ----------- | --------------------- |
| 고덕 아르테온             | 대림산업 현대건설  | 고덕3단지아파트 주택재건축정비사업조합 | 강동구 고덕로 360 강동구 고덕로80길 20 | 2020년 2월  | 고덕주공 3단지 재건축 |
| 고덕숲 아이파크           | 현대산업개발       |                                        |                                        | 2018년 3월  | 고덕주공 4단지 재건축 |
| 고덕센트럴 아이파크       | 현대산업개발       |                                        |                                        | 2019년 12월 | 고덕주공 5단지 재건축 |
| 고덕자이                  | ㈜지에스건설       |                                        |                                        | 2021년 2월  | 고덕주공 6단지 재건축 |
| 고덕 롯데캐슬 베네루체    | 롯데건설           |                                        |                                        | 2019년 12월 | 고덕주공 7단지 재건축 |
| e편한세상 고덕 어반브릿지 |                    |                                        |                                        |             |                       |
| 고덕리엔파크 3단지        | 신동아건설         | 서울주택도시공사                       | 강동구 상일로 74                       | 2011년 2월  | 1,2단지는 강일동 소재 |
| 강동리엔파크 11단지       | 신동아건설         | 서울주택도시공사                       |                                        | 2021년 2월  |                       |
| 강동리엔파크 13단지       | 케이알산업㈜       | 서울주택도시공사                       | 강동구 고덕로98길 161                  | 2022년 4월  |                       |
| 강동리엔파크 14단지       | 대우조선해양건설㈜ | 서울주택도시공사                       | 강동구 고덕로98길 160                  | 2021년 2월  |                       |

## 주요 시설
- 명일원터 공원
- 걷고 싶은 거리
- 동자 어린이 공원
- 상일동산

## 교통
- ● 수도권 전철 5호선
  - 상일동역

## 교육
- 서울고일초등학교
- 서울상일초등학교
- 서울강명초등학교
- 서울고현초등학교
- 강명중학교
- 강동고등학교
- 상일미디어고등학교
- 상일여자고등학교
- 상일중학교
- 한영고등학교
- 한영중학교
- 한영외국어고등학교

## 같이 보기
- 대한민국의 행정 구역